# Peucedanum parnassicum
Peucedanum parnassicum är en flockblommig växtart som först beskrevs av Theodor Heinrich von Heldreich, och fick sitt nu gällande namn av Minosuke Hiroe. Peucedanum parnassicum ingår i släktet siljor, och familjen flockblommiga växter. Inga underarter finns listade i Catalogue of Life.